# Plinio Codognato
Plinio Codognato (Verona, 13 aprile 1878 – Milano, 30 settembre 1940) è stato un pubblicitario e illustratore italiano.

## Biografia
È stato un importante cartellonistia pubblicitario italiano.

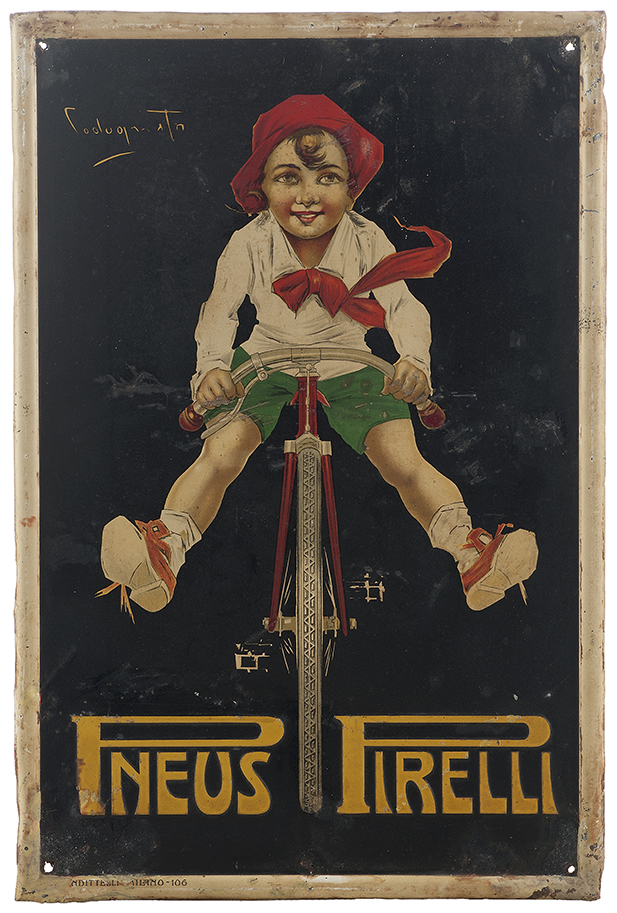
Una grafica di Codognato per Pirelli, conservata al Museo Fisogni

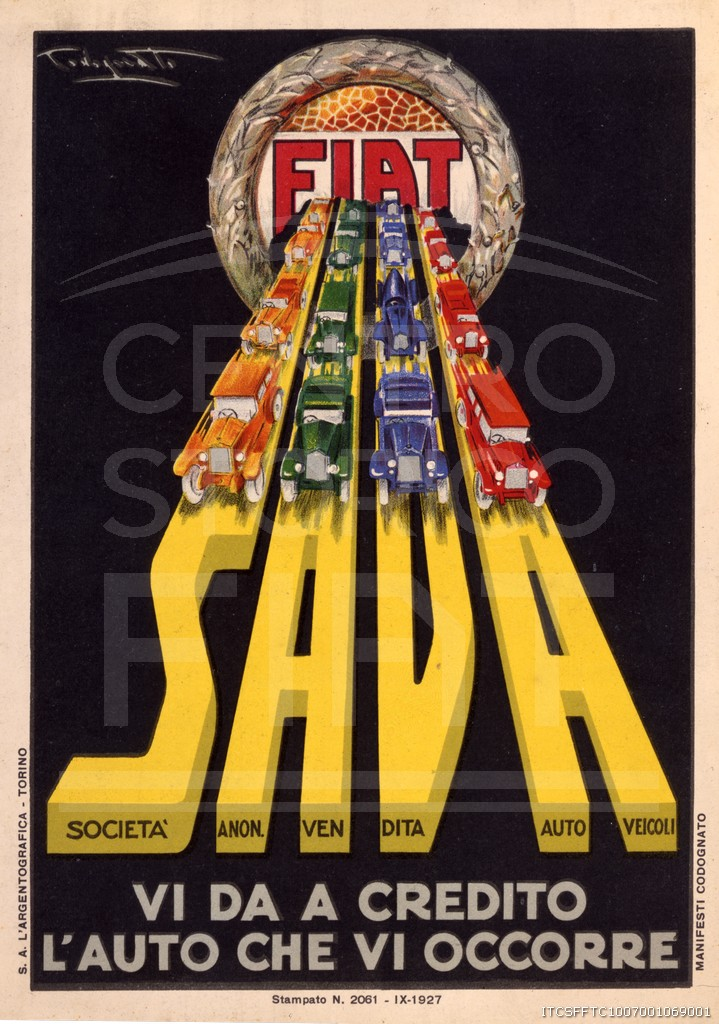
Una grafica di Codognato prodotta per la FIAT, conservata al Centro storico Fiat

Allievo di Mosè Bianchi. Nel 1907 illustra con 29 tavole il romanzo fantastico di Luigi Motta L'aquila dell'Indostan. Nel 1913 realizza quello che probabilmente resterà il suo manifesto più celebre, il cartellone pubblicitario relativo alla prima rappresentazione dell'Aida di Verdi all'Arena di Verona. Verso la fine della Prima Guerra Mondiale si trasferisce a Milano. Per circa vent'anni è stato il pubblicitario ufficiale della FIAT, creando, tra le altre cose, la Rivista Fiat.
Tra i suoi manifesti più significativi è possibile menzionare, oltre a quelli per FIAT, quelli per Pirelli, Atala, OM, Circuito di Cremona, Cinzano, Campari, Marsala Florio, Liebig e Grafofoni Columbia.
Relativamente alle illustrazioni è possibile citare i lavori per la Lettura, L'Illustrazione Italiana e La Tradotta.
Pregevoli anche i suoi dipinti.
Dei circa 1000 manifesti realizzati da Codognato nell'arco della propria, alcuni  fanno parte della Raccolta Salce, conservata presso i Musei civici di Treviso.